# La tetera
La tetera es una obra de teatro escrita por Miguel Mihura y estrenada en el Teatro Infanta Isabel de Madrid el 3 de marzo de 1965. 

## Argumento
El apuesto Juan y la poco agraciada Julieta son un matrimonio burgués que reside en una anónima y pequeña capital de provincias española. La diferencia estética garantiza a Juan que su esposa jamás lo abandonará, y así vence sus inseguridades. Su apacible vida se ve quebrantada cuando aparece el cadáver del novio de la hermosa Alicia, hermana de Julieta. Todas las sospechas recaen sobre Juan, de quien se piensa que hará de Julieta su próxima víctima para poder conseguir los favores de Alicia. Ese fatal desenlace no se da, pero Juan no resulta ser tan inocente como quiere hacer creer. Todo se complica cuando llega de visita su amigo de Madrid, Carlos, con su amante Mari, y al llegar después Don Leocadio, el cura del pueblo.

## Representaciones destacadas
- Teatro (Estreno, 1965). Intérpretes: José Alfayate, Amparo Baró, Marisol Ayuso, Manuel Alexandre, Luisa Rodrigo, Teresa Gisbert, Kety de la Cámara, Paco Muñoz.
- Televisión (1979, en el espacio Estudio 1, de TVE). Dirección: Alfredo Castellón. Intérpretes: Emilio Gutiérrez Caba, María Silva, Pepe Ruiz, Alfonso del Real, Tote García Ortega, Clara Benayas, Carmen Roldán.
- Teatro (1984). Intérpretes: Pedro Peña, Teófilo Calle, Paloma Paso Jardiel, Marisa Porcel, Pepe Lara.
- Teatro (1991). Intérpretes: Pedro Peña, Pedro Valentín, Isabel María Pérez, Fernando Veloso, Milagros Alonso, Maruja Recio.